# Forza maggiore
Forza maggiore, in diritto, indica qualsiasi energia esterna contro la quale il soggetto non è in grado di resistere e che perciò lo costringe necessariamente ad agire. Ad esempio si ha forza maggiore allorché un operaio, cadendo da una impalcatura a causa di una tromba d'aria, provochi lesioni ad altro soggetto passivo. In questo caso non può dirsi che l'evento sia stato cagionato dall'operaio con coscienza e volontà.
Per tale ragione il codice penale italiano all'art. 45 ha previsto la forza maggiore quale causa di esenzione della responsabilità stabilendo che "non è punibile chi ha commesso il fatto per forza maggiore". Occorre comunque sottolineare che parte della dottrina ritenga applicabile tale previsione alle sole condotte omissive, poiché in tutte le altre ipotesi risulterebbe applicabile l'art 42 primo comma (assenza di coscienza e volontà della condotta).

## Testi normativi di riferimento
- Codice penale